# Mario Totaro
Mario Totaro (Pesaro, 24 febbraio 1962) è un compositore e pianista italiano.

## Biografia
Diplomato in pianoforte al Conservatorio Gioachino Rossini di Pesaro e in composizione al Conservatorio Giuseppe Verdi di Milano, si è perfezionato con Carlo Zecchi al "Mozarteum" di Salisburgo e con Franco Scala, Jörg Demus, Bruno Canino, Alexander Lonquich, György Sándor e altri, svolgendo attività concertistica in Patria e all'estero e vincendo numerose competizioni pianistiche.
Con il "Trio Diaghilev" (due pianoforti e percussione), ha proposto alcuni fra i più importanti capolavori musicali del '900 nonché sue composizioni scritte appositamente per il gruppo in importanti stagioni concertistiche (Rossini Opera Festival, Istituzione Universitaria dei Concerti di Roma, Sagra Musicale Malatestiana di Rimini, Associazione Scarlatti di Napoli, stagioni sinfoniche della Filarmonica del Teatro comunale di Bologna, della Filarmonica A. Toscanini, dell'Orchestra sinfonica nazionale della RAI di Torino, Orchestra Haydn di Bolzano e altre).
Nel 1995 è stato invitato a rappresentare l'Italia al Festival Internazionale “Europäische Klaviertage” di Iffeldorf, con un recital trasmesso in diretta dalla Radio Bavarese.
La sua attività di compositore è proceduta parallelamente, ottenendo riconoscimenti in Concorsi internazionali, esecuzioni radiofoniche RAI (“Radiotre Suite”, “Il brivido della classica”, “Piazza Verdi") e commissioni da parte di varie istituzioni artistiche (Rassegna Lirica Torelliana, Sagra Musicale Malatestiana, Feste Musicali di Bologna, Rossini Opera Festival, Accademia Pianistica Incontri col Maestro ecc.).
Insegna presso il Conservatorio di Pesaro, dove ha diretto il "Laboratorio di musica del '900 e contemporanea".
I suoi lavori sono editi da "Preludio Music" e "Da Vinci Publishing". Nel 2012 ha inaugurato un progetto che prevede l'incisione di tutte le sue opere per pianoforte solo e di musica da camera.
In un'intervista apparsa nel 2015 Mario Totaro ha precisato che la sua scrittura assume la grande tradizione musicale occidentale (sia come ispirazione diretta sia nella struttura) non per imitarla acriticamente bensì per "farla propria" a fini espressivi originali. Ha inoltre precisato che la sua ricerca consiste principalmente nel riuscire a far coesistere complessità concettuale e immediatezza d'ascolto, artigianato rigoroso e comunicatività, rivendicando la sua equidistanza dal costruttivismo da una parte e dal cosiddetto neoromanticismo dall'altra. Scrive Giovanni Battista Boccardo su "Musica" (Novembre 2021): "Totaro possiede una musicalità sorprendente, capace di meravigliare per l’inventiva, l’originalità e la spontaneità. Ascoltando la sua musica si ha l’impressione di percepire l’inevitabilità di ciò che accade, senza alcuna forzatura; la tecnica della scrittura, pur presente, è digerita al punto da sparire ed evitare di frapporsi tra lo spartito e il pubblico, evitando così un problema irrisolto di tanta musica contemporanea."  Secondo il musicologo Gabriele Moroni "nell'opera di Totaro esiste un chiaro iato fra strutture compositive, talora veramente complesse, e la musica che percepiamo: pur essendo talora simili i procedimenti adottati, i risultati sono profondamente diversi, beninteso non dal punto di vista qualitativo ma da quello puramente sonoro. Dal punto di vista del linguaggio Totaro non fa sperimentazione sul suono; nondimeno è evidentissimo, nel suo modo di procedere, una costante volontà di ricerca." Secondo Luca Ciammarughi (Recensione CD "Chamber Works" su "Amadeus" - Gennaio 2024) "Mario Totaro... rivela un istinto tecnico-artistico di prim'ordine accompagnato da una vena di spregiudicatezza. Colpiscono due lati della sua personalità: da una parte la joie de vivre e quell'amore per il godimento sonoro troppo spesso censurato dalle avanguardie; dall'altra, un'inquietudine febbrile e un senso del mistero...". Più in generale: il rapporto con le tecniche, gli stilemi, i materiali, le strutture formali della tradizione appare improntato a una scioltezza estrema e spregiudicata, con un atteggiamento spesso ludico, divertito e divertente che si rifiuta di considerare la storia della musica come una traiettoria retta che si muove solo in una direzione. Di qui la compresenza, anche all'interno dello stesso brano, di stilemi differenti (modalità, tonalità, atonalità), gli scenari estrosi e parodistici di alcune pagine, l'interesse per l'esoterismo ma anche per la popular music; il tutto costantemente sorretto da autenticità poetica e da una sottile consapevolezza e coerenza strutturale.

## Opere principali
SOLO
- Ba’atti, su youtube.com. , per un percussionista (1998)
- Tre Studi, su mariototaro.it. (Tango, Scherzo e Toccata) per fisarmonica (2018)

PIANOFORTE SOLO
- Album Leaves, su mariototaro.it. (1977-87)
- Aphorisms, su youtube.com. (1982 - in progress)
- Sonata, su mariototaro.it. (1988 - in progress)
- Variations, su mariototaro.it. (1990-91)
- Preludes, su mariototaro.it. (1992-93)
- Sfere, su youtube.com. (1995-2022)
- Il poema del vento, su youtube.com. , due studi per pianoforte (1998)
- Bagatelle, su youtube.com. (vol. 1 - 2016)

MUSICA DA CAMERA
- Totantango, su youtube.com.,  per pianoforte a 4 mani o 2 pianoforti, o 2 pianoforti e percussione) (1988)
- Fantaisie 1989, su mariototaro.it. , per 2 pianoforti o pianoforte a 4 mani (1989)
- Caprice Fantasque, su youtube.com. , divertimento su temi di Gioachino Rossini per pianoforte a 4 mani o 2 pianoforti, o 2 pianoforti e percussione (1994)
- The Raven, su youtube.com. , melologo per voce recitante, violino e pianoforte (1998)
- Lots of thence, su youtube.com. , per voce e complesso jazz-rock (1999)
- Vivo, su youtube.com. , per marimba, o vibrafono, o sax soprano, o clarinetto e pianoforte (2003)
- Folk medley, su youtube.com. , per voce, flauto, clarinetto e arpa (2008-09)
- Five Esoteric Poems, su youtube.com. , per mezzosoprano e pianoforte (2009)
- Due Piccoli Studi, su mariototaro.it., per tre flauti (2009)
- Ex Oedipo Suite, su youtube.com., per pianoforte a 4 mani o 2 pianoforti (2011)
- HARSA, su youtube.com., per quartetto di sassofoni (2012)
- Exercise for Bruno, su youtube.com., per complesso da camera (2013 rev. 2020)
- Ah, misérables cœurs, su mariototaro.it., per flauto, voce e pianoforte (2019)
- Encore, su mariototaro.it., per violoncello e pianoforte (2023)

MUSICA SINFONICA / CORALE
- Rapsodia per pianoforte e orchestra, su mariototaro.it. (2005-06 rev. 2010)
- Hades, su youtube.com. , poema sinfonico (2008 rev. 2018)
- Jabberwocky Variations, su mariototaro.it., per coro misto (2019)
- Cadenza Concertante per pianoforte e orchestra, su mariototaro.it. (2020)

TEATRO MUSICALE
- Ex Oedipo, su youtube.com., partitura per voci recitanti e strumenti (2000)
- La Suite del grande Arlecchino, su mariototaro.it. , musiche di scena su soggetto di Eugenio Allegri (2006-07)
- La leggenda delle due montagne, su mariototaro.it. , melologo per voce recitante, piccola orchestra e coro di ragazzi (2011, rev. 2016)

TRASCRIZIONI
- Invenzione VI, su mariototaro.it. di Goffredo Petrassi (Quartetto d'archi – 1982)
- Otto songs da "Die Dreigroschenoper", su mariototaro.it.  di Kurt Weill (Pianoforte a 4 mani o 2 pianoforti – 1993)
- Parade, su mariototaro.it. , di Erik Satie (Pianoforte a 4 mani o 2 pianoforti – 1993)
- West Side Story Suite, su mariototaro.it. , da Leonard Bernstein (Pianoforte a 4 mani o 2 pianoforti e percussione – 1995)
- “Vogels als Prophet” / “Verrufene Stelle”, su mariototaro.it. , di Robert Schumann (Orchestra da camera – 2004)
- Due canti popolari, su mariototaro.it. , di Luciano Berio (Voce e complesso da camera - 2007)

## Discografia
- Trio Diaghilev (musiche di Igor Stravinskij e Béla Bartók) - Taukay Edition, su taukay.it.
- Mario Totaro - Ex Oedipo - Da Vinci Publishing, su davinci-edition.com.
- Mario Totaro - Chamber Works - Da Vinci Publishing, su davinci-edition.com.
- Mario Totaro - Piano and Percussion Works - Da Vinci Classics, su davinci-edition.com.
- Béla Bartók - Trio Diaghilev - Da Vinci Classics, su davinci-edition.com.